# Surface Mounted Resonator
Beim Surface Mounted Resonator (SMR), oft auch als Solidly Mounted Resonator bezeichnet, handelt es sich um einen Festkörper-Resonator, welcher als oberflächenmontierbares Bauteil (SMD) konzipiert ist. Die Isolation vom Substrat erfolgt mittels mehrerer akustischer Spiegel, welche aus einer alternierenden Folge von 1/4-Wellenlänge-Schichten bestehen (akustisch hoch- und niederimpedante Lagen). Es werden dafür in der Regel Materialien wie Siliciumdioxid und Wolfram verwendet, welche – abwechselnd aufgebaut – bereits mit wenigen Schichten eine gute Isolation erzielen.
Ein akustischer Resonator wie ein SMR kann als ein Transducer (oder Wandler) arbeiten, der elektrische Signale in Ultraschall-Signale und/oder entgegengesetzt umwandelt. Akustische Resonatoren wie SMR oder Dünnfilmresonatoren vom Typ FBAR können für eine Vielzahl an Anwendungen eingesetzt werden. Darunter fallen Anwendungen in Mobiltelefonen, Organizern (PDA), Spielkonsolen, Notebooks und anderen tragbaren Kommunikationseinrichtungen. SMR oder FBAR werden dort als elektronische Filter, Duplexer sowie als Spannungswandler eingebaut.
Bandpassfilter aus SMR- oder FBAR-Resonatoren haben das Potenzial, die hohen Anforderungen aktueller und zukünftiger Mobilfunksysteme zu erfüllen. Durch ihre maximale Arbeitsfrequenz von etwa 10 GHz und eine gute Temperaturstabilität bieten sie eine Alternative zu etablierten mikroakustischen Filtertechnologien.